# Alfred Codman
Pour les articles homonymes, voir Codman.
Alfred Codman est un joueur de tennis américain du début du XXe siècle, né à Boston.
Il a remporté l'US Men's National Championship : en double mixte en 1900 (avec Margaret Hunnewell) .

## Palmarès (partiel)

### Titre en double mixte
| No | Date       | Nom et lieu du tournoi                 | Catégorie | Surface      | Partenaire         | Finalistes              | Score          |          |
| -- | ---------- | -------------------------------------- | --------- | ------------ | ------------------ | ----------------------- | -------------- | -------- |
| 1  | 19-06-1900 | US National Championships Philadelphie | G. Chelem | Gazon (ext.) | Margaret Hunnewell | T. Shaw George Atkinson | 11-9, 6-3, 6-1 | Parcours |

## Parcours en Grand Chelem (partiel)

### En simple
Parcours non connu

### En double
Non connu